# Igreja de São Gens de Boelhe

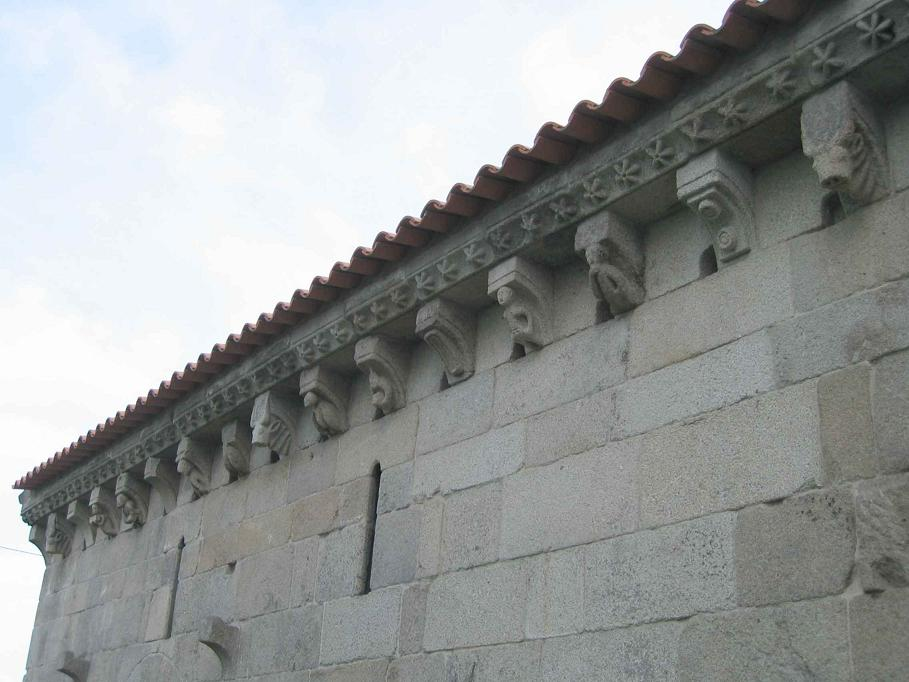
Igreja de S. Gens de Boelhe: cachorrada.

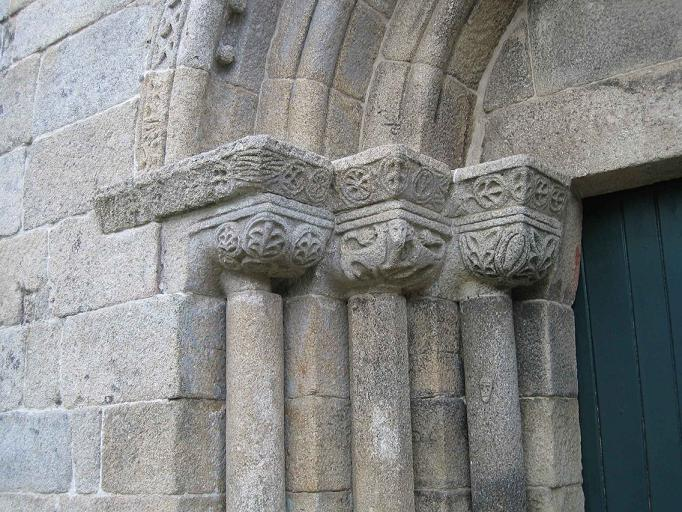
Igreja de S. Gens de Boelhe: detalhe.

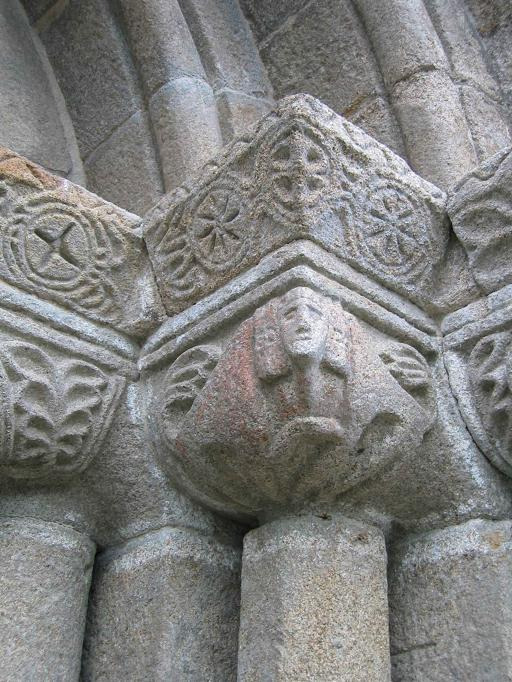
Igreja de S. Gens de Boelhe: capitel.

A Igreja de São Gens de Boelhe localiza-se na freguesia portuguesa de Boelhe, município de Penafiel, distrito do Porto, junto à nova Igreja de Boelhe, quase no centro da aldeia, num local de pouca visibilidade.
Este monumento encontra-se classificado como Monumento Nacional desde 1927, integrando a Rota do Românico do Vale do Sousa.

## História
É uma igreja dos primeiros tempos da Monarquia, de arquitetura românica do final do século XII, e é geralmente atribuída a sua construção à rainha Mafalda de Saboia, mulher de D. Afonso Henriques. Embora possa haver um desfasamento entre a data da sua construção e a morte da Rainha, o orago da Igreja (São Gens de Arles) indica que era de alguém que viesse de além dos Pirenéus, pois tal santo ainda era desconhecido em Portugal, sendo contudo muito venerado em França.
No seu inicio, a Abadia de Boelhe era pertença dos monges de Vila Boa do Bispo, tendo o direito de apresentação da dita Abadia.
Em 1950 sofreu intervenção de restauro por iniciativa da Direção-Geral dos Edifícios e Monumentos Nacionais.

## Características
Arquitetonicamente, a igreja de Boelhe tem a singeleza dos templos românicos, simultaneamente ingénuos e severos, de planta quadrangular tanto no corpo da Igreja como na capela-mor, onde um pórtico com três arquivoltas guarnecidas de toros e um friso de modilhões finamente lavrados, sendo grande e severo, não destoa do pequeno tamanho do templo. ("Em alguns capitéis, a pedra como que floresce, formando estranhas corolas em que se lê, por vezes, o pensamento que as gerou"). À direita da frontaria, um pequeno arco sineiro e ao centro da empena, uma cruz de braços iguais. De destaque a cachorrada com figuras de cabeças de boi, figuras bolas etc.
Interiormente o edifício permanece intacto. Junto à entrada, do lado esquerdo, exteriormente, existe uma pia também românica.
Referindo-se à decoração arquitetónica da Igreja de Boelhe, o arqueólogo e professor Joaquim de Vasconcelos comenta: " (...) a fauna e a flora, é tudo quanto há de mais interessante, pela execução, pelo rigor do cinzel e pelo eloquente significado dos símbolos e das alegorias."
Trata-se, sem dúvida, "apesar da sua obscuridade rural, de um dos mais característicos marcos — verdadeiros marcos de posse — com que os cristianizadores daquela época heróica assinalaram a sua marcha vitoriosa nos longos caminhos da terra hereditária reconquistada ao invasor sarraceno" — pode ler-se no “Boletim da Direcção-Geral dos Edifícios e Monumentos Nacionais de 1950.
É, sem adições nos restauros, uma verdadeira jóia românica, talvez a mais completa do concelho de Penafiel, e, na verdade, das poucas que na fachada — do lado da Epístola — conservam o campanário primitivo, o que ainda mais a valoriza.
"Certo, não se tentou erguer ali, nessa terra ainda mal povoada, entre as águas benfazejas do rio Tâmega e as ásperas ladeiras do grande monte do Esporão, uma obra monumental, de proporções catedralícias — esclarece o já referido boletim —; cuidou-se, todavia, de fazer alguma coisa mais que uma simples orada aldeã, isto é, um edifício nobre que nobremente acolhesse os viandantes desejosos de honrar a Deus, ou atraísse àqueles lugares, com a esperança de maiores bens, os colonos indispensáveis ao aproveitamento e valorização do solo."
Do adro da igreja, a nordeste, goza-se de belo ponto de vista sobre o rio Tâmega. Na margem oposta sobressaem a igreja de Vila Boa do Bispo, no concelho de Marco de Canaveses.